# Col du Marchairuz
Col du Marchairuz är ett bergspass i Schweiz. Det ligger i distriktet Jura-Nord vaudois och kantonen Vaud, i den västra delen av landet, 100 km väster om huvudstaden Bern. Col du Marchairuz ligger 1 447 meter över havet.